# Thermagrion
Thermagrion là một chi chuồn chuồn kim trong họ Coenagrionidae.

## Các loài
Thermagrion omvat 1 soort:
- Thermagrion webbianum Förster, 1906